# La voix
La voix (ang.: The Voice; pol.: Głos) – angielsko-francuskojęzyczny singel szwedzkiej wokalistki Maleny Ernman, wydany 23 lutego 2009 na albumie La voix du nord. Został napisany przez Ernman i Fredrika Kempe, a wyprodukowany – w Sztokholmie, przez Elofa Loelva i Kim Wennerström. Kompozycja charakteryzuje się połączeniem gatunków euro-pop i dance z muzyką operową (nazywanym czasem potocznie poperą), co jest typowe dla twórczości wokalistki. 
14 marca utwór wygrał szwedzkie festiwal Melodifestivalen 2009, dzięki czemu reprezentował Szwecję podczas 54. Konkursu Piosenki Eurowizji, organizowanego w Moskwie. Był to pierwszy numer w szwedzkich barwach, którego część tekstu (tj. refren) wykonany został w języku francuskim.

## Historia utworu

### Nagrywanie
Utwór został napisany dla mezzosopranistki Maleny Ernman, która zgłosiła go do szwedzkich preselekcji do Konkursu Piosenki Eurowizji w 2009 roku – Melodifestivalen 2009. Muzykę do piosenki stworzył Fredrik Kempe, artystka towarzyszyła mu przy tworzeniu tekstu. Produkcją zajął się duet Elof Loelv i Kim Wennerström, którzy pracowali nad singlem w studiu Hagagatan w Sztokholmie. Loelv zmiksował też cały utwór. 

### Kompozycja
Utwór „La voix" to kompozycja charakteryzująca się typowym dla Ernman połączeniem brzmień euro-pop i dance z muzyką operową. Popowe zwrotki utworu wykonane są w języku angielskim, a mezzosopranowy refren – po francusku. Główne partie wokalne nagrała artystka, w chórkach wystąpili: Anna Nordell, Jennie Eriksson, Karin Kjellgren, Ulrika Skarby. Podczas eurowizyjnego występu wokalami wspierającymi były natomiast Dea Norberg, Jessica Marberger, Tine Matulessy, Malin Nilsson oraz Anna Maria Hallgarn.

### Wydanie
Utwór został wydany 23 lutego 2009 roku pod szyldem wytwórni Roxy Recordings jako singel reprezentujący Szwecję podczas 54. Konkursu Piosenki Eurowizji organizowanego w Moskwie. Promował on również płytę La voix du nord, która została opublikowana 1 lipca 2010 roku przez wytwórnię As Is. Okładkę singla zaprojektował Lucas Anderson, a fotografię wykonał Peter Knutson.

### Teledysk
24 kwietnia opublikowano oficjalny teledysk do singla, który nazywany jest przez Ernman „pierwszym i jedynym popowym” w jej karierze. Klip jest dokumentacją podróży mezzosopranistki ze Sztokholmu do Frankfurtu kamerką podróżniczą. 

### Występy na żywo:Melodifestivaleni Konkurs Piosenki Eurowizji
28 lutego 2009 roku singel został wykonany w ostatnim, czwartym półfinale festiwalu Melodifestivalen 2009. W pierwszej rundzie głosowanie utwór zdobył 102 708 głosów i zakwalifikowany został do drugiego etapu, który wygrał z 88 870 głosami na koncie. 14 marca Ernman zaprezentowała swoją propozycję jako ostatni, jedenasty uczestnik w finale eliminacji. Ostatecznie wygrała rundę finałową, zdobywając łącznie 182 punktów. Zwyciężyła dzięki wsparciu widzów, jurorzy bowiem przyznali operowo-popowej kompozycji 38 punktów, które uplasowały ją na 8. miejscu wśród 11. finalistów w finałowym rankingu. Dzięki 322 657 głosom widzów Ernman otrzymała 144 punkty od publiczności, które po zsumowaniu pozwoliły na 11-punktową przewagę nad zdobywczynią drugiego miejsca w finale – Caroline af Ugglas.
16 marca odbyła się specjalna konferencja prasowa, podczas której Ernman wylosowała piąty numer startowy w pierwszym półfinale Konkursu Piosenki Eurowizji. Niecałe dwa miesiące później w Olympiyski Indoor Arena Malena Ernman zaczęła próby generalne do występu. 7 maja Malena odbyła drugą próbę generalną przed półfinałem. W
We wtorek, 12 maja singel został zaprezentowany w pierwszym półfinale konkursu. Otrzymał 105 punkty i awansował do finału z 4. miejsca. W piątek, 15 maja odbyła się próba generalna do finału. Dzień później, w sobotę 16 maja o godzinie 21:00 rozpoczął się finał, w którym Ernman zaśpiewała swój konkursowy utwór jako czwarta w kolejności i zdobyła łącznie 33 punkty, które przełożyły się na zaledwie 21. miejsce na 25. finalistów.

## Covery utworu
Powstało kilka wersji językowych utworu. Żeński duet Vaida Genyte i Renata Razanauskiene stworzył litewskojęzyczną wersję singla – „Meiles balsas”, a Philip Kirkorov & Anna Netrebko – rosyjskojęzyczną („Gołos”) oraz angielsko-francuski cover utworu. 

## Lista utworów
CD single (2 marca 2009)
1. „La voix” (Radio Edit)
2. „La voix” (Karaoke)

## Notowania na listach przebojów
| Kraj            | Lista (2009)         | Najwyższa pozycja |
| --------------- | -------------------- | ----------------- |
| Szwecja         | Singles Top 60       | 2                 |
| Finlandia       | Viikko 21            | 19                |
| Norwegia        | Top 20 Singles       | 20                |
| Belgia          | Ultratip 100         | 27 Propozycje     |
| Wielka Brytania | 200 Combined Singles | 138               |